# Tubular Bells III
Tubular Bells III è un album in studio di Mike Oldfield pubblicato nel 1998 da Warner Bros. Records in formato CD e musicassetta.

## Il disco
Tubular Bells III è il seguito di Tubular Bells (1973) e Tubular Bells II (1992). Nonostante il titolo, è strutturalmente diverso dai precedenti Tubular. È stato presentato al pubblico il 4 settembre 1998 a Londra.
All'album prendono parte in veste di vocalist, vari artisti più o meno famosi tra cui: Heather Burnett e Cara Dillon in Man in the Rain, Rosa Cedrón (del gruppo Luar na Lubre) in The Inner Child, Amar in The Source of Secrets, Jewel in the Crown e Secrets, Clodagh Simonds e Francesca Robertson in Far Above the Clouds.
Pubblicato inizialmente in CD e musicassetta, l'album è stato ristampato nel 2014 anche in formato LP.

## Tracce
Testi e musiche di Mike Oldfield.
1. The Source of Secrets (feat. Amar) – 5:35
2. The Watchful Eye (feat. Amar) – 2:09
3. Jewel in the Crown – 5:45
4. Outcast – 3:49
5. Serpent Dream – 2:53
6. The Inner Child – 4:41
7. Man in the Rain (feat. Cara Dillon) – 4:03
8. The Top of the Morning – 4:26
9. Moonwatch – 4:25
10. Secrets (feat. Amar) – 3:20
11. For Above the Clouds – 5:30

Durata totale: 46:36

## Musicisti
- Amar: Voce in The Source Of Secrets, Jewel In The Crown e Secrets;
- Rosa Cedrón: Voce in The Inner Child;
- Cara Dillon: Voce in Man In The Rain;
- Heather Burnett: cori in Man In The Rain;
- Clodagh Symonds: voce in Far Above The Clouds;
- Francesca Robertson: voce bianca in Far Above The Clouds;
- Mike Oldfield: Chitarre acustiche ed elettriche, sintetizzatore per chitarre Roland VG8, basso, sintetizzatore Roland JD-990, sintetizzatore Roland JV1080, sintetizzatore Korg Trinity, tastiere Clavia Nord Lead, Samplings ed altri strumenti, voce in Outcast